# Nikutiri
Nikutiri är en ö i Kiribati.   Den ligger i örådet Tabiteuea och ögruppen Gilbertöarna, i den sydöstra delen av landet, 400 km sydost om huvudstaden Tarawa. Arean är 0,63 kvadratkilometer.
Terrängen på Nikutiri är platt. Öns högsta punkt är 13 meter över havet. Den sträcker sig 1,3 kilometer i nord-sydlig riktning, och 1,2 kilometer i öst-västlig riktning.